# 조 애스테베즈
조 애스테베즈(Joe Estevez, 1946년 2월 13일 ~ )는 미국의 영화 감독, 배우, 영화 제작자이다.
데이턴에서 태어났다.

## 출연 작품
- 하이 온 더 호그 (2017년)
- 아웃 오브 더 다크니스 (2016년)
- 더 케어테이커스 (2014년)
- 디제스터 워즈: 어스퀘이크 vs. 쓰나미 (2013년)
- 젯 셋 (2013년)
- 둔비 (2013년) - 사이러스 역
- 위도우 크릭 (2013년) - 백스터 역
- 오두막 살인사건 (2013년) - 믹스 역
- 어피어링 (2013년)
- 리틀 크립스 (2012년)
- 인사이드 아웃 (2011년)
- 더 헌팅 오브 피어슨 플레이스 (2011년) - 밥 오스버그 역
- 닥터 스파인 (2011년)
- 호러윈 (2011, Horrorween) - 연출 겸임
- 더 어센트 (2010년)
- 부패정부 (2010년) - 제임스 마르쉘 역
- 아이언 솔져 (2010년)
- 낫 어더 B 무비 (2010년)
- 세르비안 스카스 (2009년)
- 플레시, TX (2009년)
- 데드 인 러브 (2009년)
- 할리우드 컨피덴셜 (2008년)
- 케이크: 어 웨딩 스토리 (2007년)
- 코리아타운 (2007년)
- 알리바이 (2007년)
- 플랫랜드: 더 무비 (2007년)
- 좀비 농장 (2007년)
- 킬라 좀비 (2007년)
- 셧 업 앤드 슛 (2006년)
- 이블 에버 에프터 (2006년)
- 마인드 게임즈 (2003년) - 체스터 역
- 스페니쉬 플라이 (2003년) - 해리 역
- 마인드 오브 테러 (2003년) - 카일 역
- 점프 (2002년)
- 데스베드 (2002년)
- 헬 어사일럼 (2002년)
- 노 터닝 백 (2001년)
- 사보타지 2 (2001년)
- 아이 갓 더 후크 업 (1998년)
- 메모리얼 데이 (1998년)
- 코드 제로 (1998년)
- 건스 오브 엘 추파카브라 (1997년)
- 크레이지 인디펜던스데이 (1997년)
- 배반의 침실 (1997년)
- 다크 시크리트 (1997년)
- 로리타 (1997년)
- 레드 액트 (1997, Acts of Betrayal)
- 롤러게이터 (1996년)
- 브레이커웨이 (1996년)
- 늑대인간 (1996년)
- 방탕자들 (1996년)
- 하드 커넥션 (1996년)
- 건스 앤 립스틱 (1995년)
- 모자이크 프로젝트 (1995년)
- 추적자 (1995년)
- 딜린저 앤 카포네 (1995년)
- 브로큰 바 (1995년)
- 레이다스 96 (1995년)
- 라스트 리벤저 (1995년)
- 페이탈 저스티스 (1994년)
- 여자의 깊은 곳에 2 (1994년)
- 엑스퍼트 웨폰 (1993년)
- 더블 키드 (1993년)
- 다크 유니버스 (1993년)
- 블랙 시티 (1993년)
- 비치 베이브 (1993년)
- 마담 하이디 (1993년)
- LA 여신 (1993년)
- 무장 침입 (1992년)
- 보일러 룸 (1992년)
- 블러드 뱃지 (1992년)
- 다크 라이더 (1991년)
- 소울테이커 (1990년)
- 밀리 (1989년)
- 페이틀 펄스 (1988년)
- 럭키 레이디(영어판) (1975년)